# Augmentare vertebrală
Augmentarea vertebrală, inclusiv vertebroplastia și cifoplastia, se referă la proceduri spinale percutanate similare în care cimentul osos este injectat printr-o mică gaură în piele într-o vertebră fracturată pentru a ameliora durerile de spate cauzate de o fractură prin compresie vertebrală. După decenii de cercetări medicale privind eficacitatea și siguranța augmentării vertebrale, există încă o lipsă de consens cu privire la anumite aspecte ale vertebroplastiei și cifoplastiei.